# فروپاشی شجره‌نامه
در تبارشناسی، در مورد فروپاشی شجره (از دست دادن نسب) تشریح داده شده‌است که چگونه تولید مثل بین دو فردی که اجداد مشترک دارند باعث می‌شود تعداد اجداد متمایز (متفاوت) در شجره خانواده فرزندانشان کوچکتر از آنچه که باید می‌بود باشد. رابرت سی. گاندرسون این اصطلاح را ابداع کرد. مترادف‌ها عبارتند از implex و آلمانی Ahnenschwund (ترجمه ساده: «از دست دادن نسب»).

## بررسی اجمالی
بدون فروپاشی شجره‌نامه، درخت اجدادی یک درخت باینری است که توسط شخص تشکیل شده‌است، والدین (۲)، پدربزرگ و مادربزرگ (۴)، پدربزرگ و مادربزرگ (۸) و غیره. با این حال، تعداد افراد در چنین درختی به‌طور تصاعدی رشد کرده و در نهایت غیرممکن است زیاد می‌شود. به عنوان مثال، یک فرد زنده امروز، با بیش از ۳۰ نسل که قرون وسطی بالا بر می‌گردند، دارای ۲ یا تقریباً یک میلیارد اجداد، بیش از کل جمعیت جهان در آن زمان است.
این پارادوکس توسط اجداد مشترک توضیح داده می‌شود که از آن به عنوان فروپاشی شجره یاد می‌شود. یک درخت به جای اینکه متشکل از افراد مختلف باشد، ممکن است چندین مکان را اشغال کند که توسط یک فرد واحد اشغال شده‌است. این معمولاً هنگامی رخ می‌دهد که والدین یک جد با یکدیگر نسبت خیشاوندی داشته باشند (بعضی مواقع خودشان نیز اطلاع ندارند). به عنوان مثال، فرزندان دو پسر عموی اول به جای هشت پدربزرگ، حداکثر شش پدربزرگ و مادربزرگ دارند. این کاهش در تعداد اجداد، فروپاشی شجره‌نامه است چون درخت جد در یک نمودار غیر چرخه ای جهت دار فرو می‌ریزد.
در برخی فرهنگ‌ها، فرزندان دو برادر، فرزندان دو خواهر (اشخاصی که رابطه خونی با هم دارند)، تشویق به ازدواج و بعضاً مجبور به ازدواج با یگدیگر می‌شدند. این ممکن است برای نگهداشتن روابط خویشاوندی، حفظ ثروت و دارایی در یک خانواده باشد (اندوگامی) یا هم به دلیل محدود بودن شرکای بالقوه برای ازدواج بوده باشد. درخانواده‌های سلطنتی، الزام و اجبار مکرر برای ازدواج با سایر اعضای خانواده‌های سلطنتی منجر به کاهش Gene Pool شد که در آن بیشتر افراد حاصل فروپاشی گسترده شجره‌نامه بودند. به عنوان مثال، آلفونسو دوازدهم اسپانیایی به جای هشت پدربزرگ، فقط چهار پدربزرگ و مادربزرگ داشت. علاوه بر این، دو تن از این پدربزرگ‌ها و مادربزرگ‌ها، چارلز چهارم اسپانیایی و ماریا لوئیزا از پارما، که خود پسرعموی اول بودند، والدین پدربزرگ و مادربزرگ دیگری به نام ماریا ایزابلا اسپانیایی بودند. اساساً، والدین آلفونسو پسر عمو و دختر عموی اول بودند، یعنی پدر بزرگانش برادر و مادر بزرگانش خواهر بودند، به این معنی که به جای چهار پدربزرگ و مادربزرگ، تنها دو گروه از پدربزرگ‌ها و مادربزرگ‌ها وجود داشت. علاوه بر این، هر یک از پدربزرگ‌ها با یکی از دختران خواهر خود ازدواج کرده بودند، یعنی هر کدام با خواهر زاده خود ازدواج کرده بودند.
به‌طور کلی، در بسیاری از فرهنگ‌ها، ازدواج میان اشخاصی که رابطه خونی دارند ممکن است اغلب در یک دهکده کوچک اتفاق بیفتد، که خزانه ژنی موجود را محدود می‌کند.

## پیشینیان
خانهٔ هابسبورگ مثالی کاملاً مستند از فروپاشی شجره‌نامه را نشان می‌دهد. در مورد چارلز دوم، آخرین فرمانروای هابسبورگ اسپانیا، سه ازدواج دایی/عمو و خواهرزاده در میان هفت اتحادیه از اصل و نسب او (یعنی پدر و مادر، پدربزرگ و مادربزرگ و پدر جد و مادر جد) وجود داشت. پدر و دو تن از پدربزرگانش با خواهر زاده‌هایشان ازدواج کرده بودند. پدر بزرگ و مادر بزرگ پدری او یک بار عموزاده اول بودند، اما آنها دو ازدواج از هفت ازدواج را تشکیل دادند، زیرا آنها همچنین والدین مادر بزرگ مادری او بودند. ازدواج پدر بزرگ و مادر بزرگ مادری او و ازدواج نهایی پدر بزرگ و مادر بزرگ بین پسر عموهای اول بود.
حداکثر فروپاشی شجره ۵۰ درصد در یک نسل واحد به دلیل تولید مثل بین فرزندان خواهران و برادران ایجاد می‌شود. چنین کودکانی به جای چهار پدر بزرگ و مادر بزرگ مجزا، تنها دو پدر بزرگ و مادر بزرگ مجزا دارند. اگر دو خواهر و برادر ناتنی زاد و ولد نمایند، فرزندان آنها به جای چهار پدر بزرگ و مادر بزرگ (۲۵٪)، یعنی سه پدر بزرگ و مادر بزرگ دارند.
اگر فرزند و والدینی زاد و ولد کنند، فرزندان آنها چهار پدر بزرگ و مادر بزرگ خواهند داشت. بنابر این، تولید مثل بین والدین و فرزندان منجر به فروپاشی شجره‌نامه کمتری نسبت به تولید مثل بین خواهر و برادرهای تنی می‌شود - اگرچه یکی از پدر بزرگ‌ها و مادر بزرگ‌ها نیز والد خواهد بود و بنابرا ین هیچ ژن اضافی معرفی نمی‌کند.
اگر فردی با خواهر یا برادر تنی یکی از والدین خود تولید مثل کند (مانند ازدواج عمو و خواهر زاده که در بالا ذکر شد)، فرزندان چهار فرد مختلف به عنوان پدر بزرگ و مادر بزرگ و هشت پدر جد (پدر پدر بزرگ) و مادر جد (مادر مادر بزرگ) دارند، اما باز هم برخی از اینها هیچ ژن اضافی ندارند. همخونی را ببینید).
جمعیت‌های کوچک و دو افتاده مانند جزایر دور افتاده نمونه‌های بارزی از فروپاشی شجره‌نامه را نشان می‌دهند، اما تمایل تاریخی رایج به ازدواج با افرادی که در فاصله‌های دور هستند، به دلیل عدم تحرک نسبی جمعیت قبل از حمل و نقل مدرن، به این معنی است که اکثر شرکای ازدواج در فاصله‌های نزدیک قرار داشته‌اند. حتی در آمریکا در قرن نوزدهم، تمایل مهاجران به ازدواج قومی، زبانی یا فرهنگی خود باعث رخ دادن ازدواج میان پسر عمو و دختر عموهای بسیاری شد.
اگر تعداد اجداد یک فرد را که در زمان t زنده بودند تابعی از زمان t در نظر بگیریم، احتمالاً برای اکثر افراد این تابع حداکثر در حدود ۱۲۰۰ سال بعد از میلاد است. بر اساس یک نوع جفت‌گیری تقریباً تصادفی، در سال ۱۹۸۵ نظریه ای ارائه شد که همه افراد روی زمین حداکثر پنجاهمین پسر عموی یکدیگر هستند. شبیه‌سازی‌های منتشر شده در سال ۲۰۰۴ که تقسیمات جغرافیایی و الگوهای کمتر تصادفی، جفت‌گیری در زندگی واقعی انسانها را در نظر می‌گیرد، نشان می‌دهد که تعدادی از جمعیت‌ها، چندین هزار سال از هم جدا شده‌اند، با محاسبه آخرین جد مشترک از ۷۶ نسل قبل از هم جدا شده‌اند، اگرچه برخی از جمعیت‌هایی که بسیار دور از هم قرار دارند ممکن است برای مدتی بیشتر منزوی شده باشد.

## یادداشت
1. ↑  Gundacker, Felix (2013). "Genealogical Dictionary" (PDF). Archived from the original (PDF) on 2014-04-19.
2. ↑  Pattison, John E. (2001). "A New Method of Estimating Inbreeding in Large Semi-isolated Populations with Application to Historic Britain". HOMO: Journal of Comparative Human Biology. 52 (2): 117–134. doi:10.1078/0018-442X-00024. PMID 11802564.
3. ↑  Pattison, John E. (July–August 2007). "Estimating Inbreeding in Large Semi-isolated Populations: Effects of Varying Generation Length and of Migration". American Journal of Human Biology. 19 (4): 495–510. doi:10.1002/ajhb.20610. PMID 17546611.
4. ↑  George M.; Adams, Cecil (21 August 1987). "2, 4, 8, 16, ... how can you always have MORE ancestors as you go back in time?". The Straight Dope. Archived from the original on 2004-12-04. Retrieved 2020-09-13.
5. ↑  Hein, Jotun (2004-09-30). "Human evolution: pedigrees for all humanity" (PDF). Nature. 431 (7008): 518–519. doi:10.1038/431518a. ISSN 1476-4687. PMID 15457241.
6. ↑  Rohde DL, Olson S, Chang JT; Olson; Chang (September 2004). "Modelling the recent common ancestry of all living humans" (PDF). Nature. 431 (7008): 562–66. Bibcode:2004Natur.431..562R. CiteSeerX 10.1.1.78.8467. doi:10.1038/nature02842. PMID 15457259.{{cite journal}}:  نگهداری یادکرد:نام‌های متعدد:فهرست نویسندگان (link)